# Liste der Naturdenkmale in Hausen (Hunsrück)
Die Liste der Naturdenkmale in Hausen nennt die im Gemeindegebiet von Hausen ausgewiesenen Naturdenkmale (Stand 15. Juli 2013).

## Naturdenkmale
| Nr.         | Bezeichnung                       | Lage                                                    | Beschreibung                               | Bild                                    |
| ----------- | --------------------------------- | ------------------------------------------------------- | ------------------------------------------ | --------------------------------------- |
| ND-7134-444 | Eiche                             | südlich des Ortes an der L 162; Abteilung Hohlberg Lage | Quercus sp.                                | Direkt Bild zu diesem Denkmal hochladen |
| ND-7134-455 | Wacholdergebiet Haversberger Kopf | nordöstlich des Ortes; Abteilung Haversbergerkopf Lage  | Wacholderheide; flächenhaftes Naturdenkmal | Direkt Bild zu diesem Denkmal hochladen |